# Марк Тобі
Марк Тобі (англ. Mark Tobey; 11 грудня 1890, Центервіль, США — 24 квітня 1976, Базель, Швейцарія) — американський художник, який представляв північно-західну школу абстрактного експресіонізму.

## Біографія
Навчався в чиказькому Інституті мистецтв з 1906 по 1908 рік, але в основному був самоучкою.
Великий вплив на його художній манеру справило мистецтво східної Азії, яке Тобі вивчав під час поїздки в Японію і Китай в 1934 році. Тут відчув він, за його власними словами, «каліграфічний імпульс»: гострі, тонкі як голки лінії малюнка проносяться через полотно і створюють враження простору, центр якого неможливо з точністю визначити.
Принаймні п'ять з його робіт знаходяться в колекціях Музею Північно-Західного Мистецтва. Роботи Тобі також можна знайти в головних музеях США і за кордоном, в тому числі в Смітсонівському музеї американського мистецтва, в галереї Тейт у Лондоні, в музеї сучасного мистецтва в Нью-Йорку, у музеї Метрополітен і в музеї американського мистецтва Уїтні.